# 泰州 (唐朝)
泰州，唐朝时设置的州。
唐高祖武德元年（618年）改汾阴郡置泰州，治所在汾阴县（今山西万荣县西南宝井），属于绛州总管府，下辖汾阴县、龙门县。武德二年（619年）徙治龙门县（今山西河津市）。辖境相当今万荣、河津等县市地。武德三年（620年）设万泉县（今山西万荣县万泉乡），武德四年（621年），属陕东道行台。武德五年（622年），设万春县（今山西河津市僧楼镇张吴村）。武德九年（626年）属蒲州都督府。貞觀元年（627年）属关内道，贞观二年（628年）属河东道，贞观十七年（643年）省泰州，废万春县，万泉县、龙门县属于绛州，汾阴县属于蒲州。
泰州刺史
- 路文升（贞观初年）
- 杜之松（贞观年间）
- 崔善为（贞观年间）